# Distretto di Sabari
Il distretto di Sabari è un distretto dell'Afghanistan appartenente alla provincia di Khowst. Viene stimata una popolazione di  67 800 abitanti (dato 2012-13).